# Allan Young
Allan Young est un anthropologue canadien spécialiste des questions de santé, né en 1938. Il est professeur de sciences sociales de la médecine à l'Université McGill (Canada). Auteur de travaux fondateurs du point de vue de la terminologie en sciences sociales de la santé, il s'est également penché sur la construction du concept de traumatisme en psychiatrie, en particulier à travers le cas des syndromes de stress post-traumatiques.